# Classification des réseaux hydrographiques

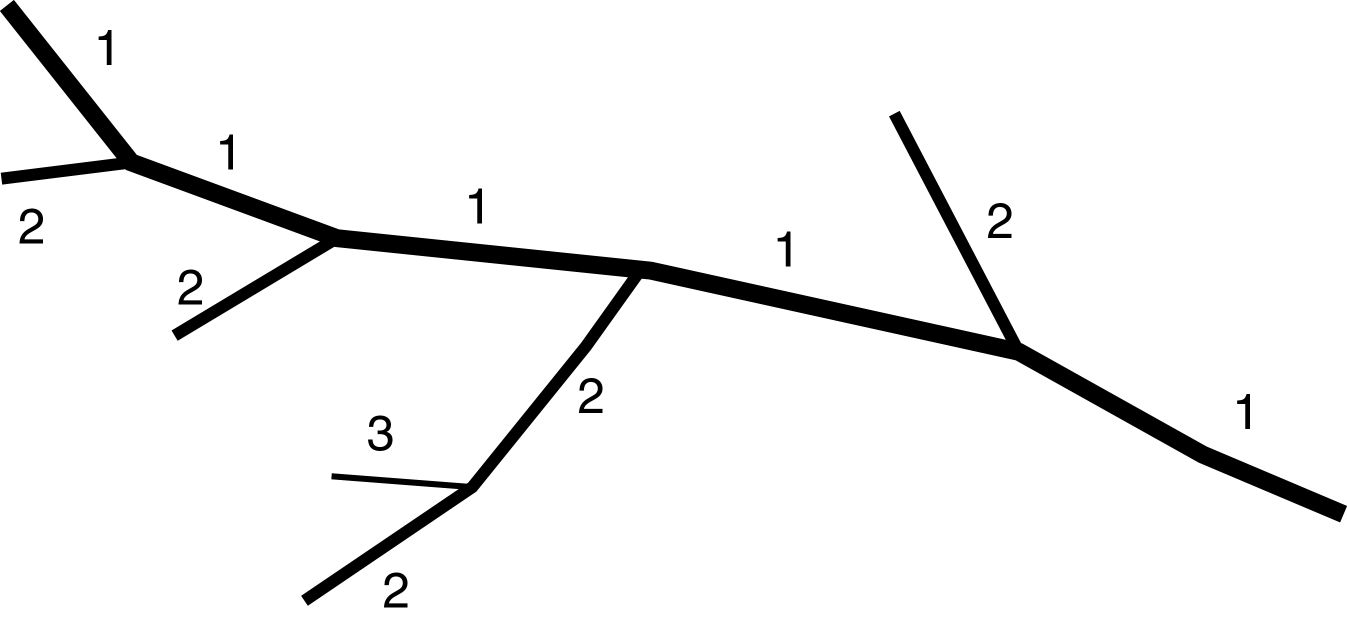
Classification des réseaux hydrographiques classique

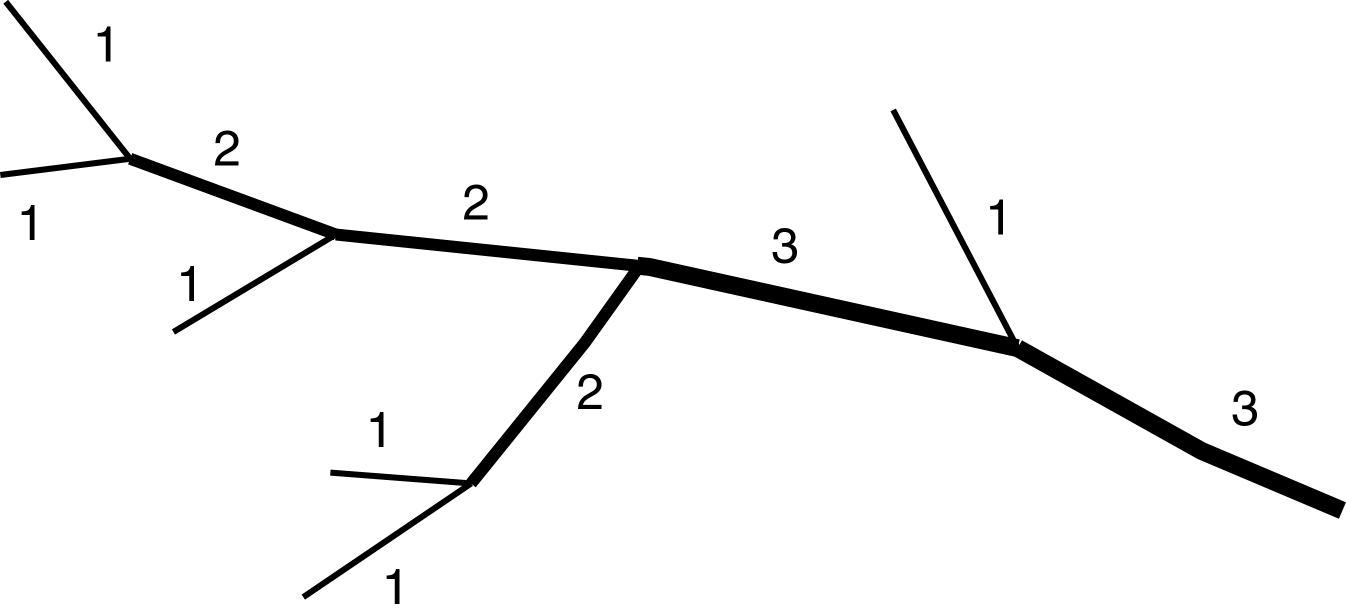
Classification des réseaux hydrographiques d'après Strahler

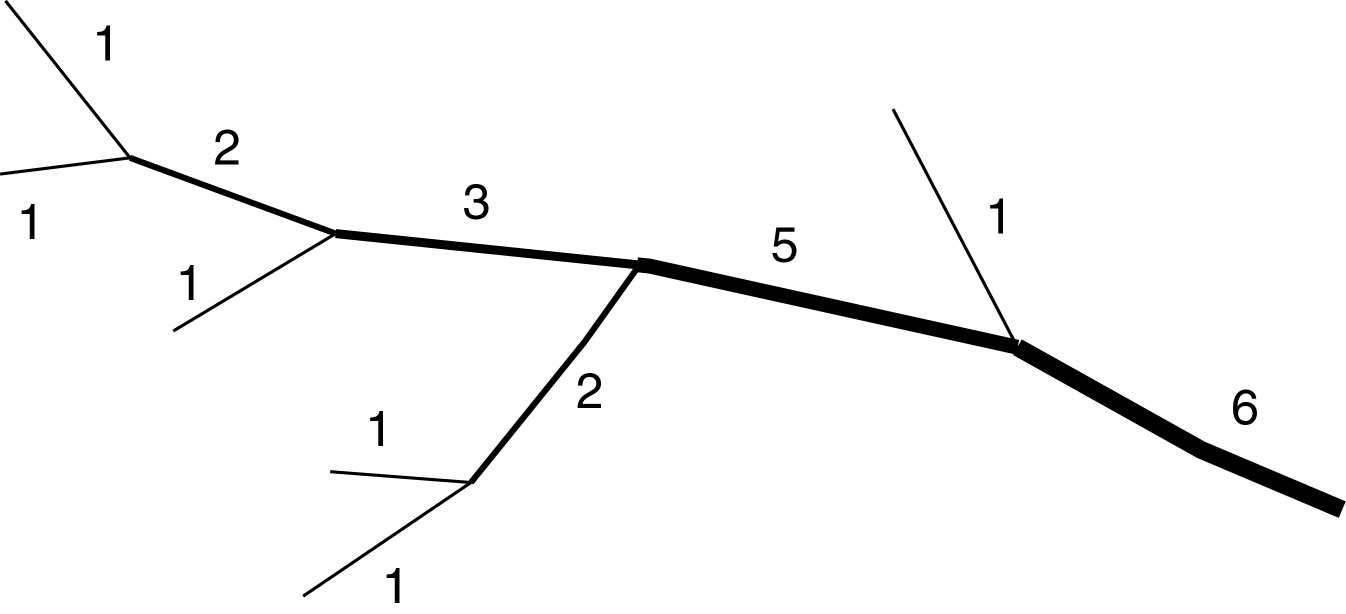
Classification des réseaux hydrographiques d'après Shreve

La classification d'un réseau hydrographique est une manière de hiérarchiser l'ensemble des branches de ce réseau en attribuant à chacune une valeur entière qui caractérise son importance. Plusieurs classifications différentes ont été élaborées, celle de Strahler notamment est très couramment utilisée,.

## La classification de Strahler
Dans la classification de Strahler, tout drain qui n'a pas d'affluent se voit attribuer la valeur 1. Puis, le calcul de la valeur de chaque drain se fait selon la méthode suivante : un drain d'ordre n+1 est issu de la confluence de deux drains d'ordre n. L'ordre ou le rang de Strahler d'un bassin versant est l'ordre du drain principal à l'exutoire. Des améliorations ont été apportées à cette méthode par Shreve et Scheidegger pour accorder l'ordre de Strahler avec l'importance du débit sur le drain principal.

## Interpréter une classification
La classification d'un réseau hydrographique, c'est-à-dire la connaissance des ordres de Strahler des drains, permet d'avoir des indices sur plusieurs de ses caractéristiques :
- sa vieillesse : plus un réseau est vieux, plus il est ramifié, et donc plus son ordre de Strahler est grand.
- la perméabilité des roches sur laquelle il repose : une roche très perméable voit l'eau s'infiltrer, et donc moins ruisseler à sa surface ; le réseau est moins ramifié et son ordre de Strahler est donc plus petit que s'il se trouvait sur une roche imperméable.
- la densité du réseau, donc son ordre, est influencé par l'abondance des pluies, la pente du terrain...

## Valeurs à l'embouchure de fleuves
| Nom      | Nombre    | Nombre      |
| Fleuve   | Strahler, | Shreve      |
| -------- | --------- | ----------- |
| Loire    | 8         | Au moins 16 |
| Seine    | 8         | Au moins 16 |
| Garonne  | 8         | Au moins 16 |
| Dordogne | 7         | Au moins 14 |
| Adour    | 7         | Au moins 14 |
| Meuse    | 7         | Au moins 14 |
| Rhône    | 10        | Au moins 20 |